# Sourigues (Buenos Aires)
Sourigues is een plaats in het Argentijnse bestuurlijke gebied Berazategui in de provincie Buenos Aires. De plaats telt 11.959 inwoners (2010).